# Ag M/42半自動步槍

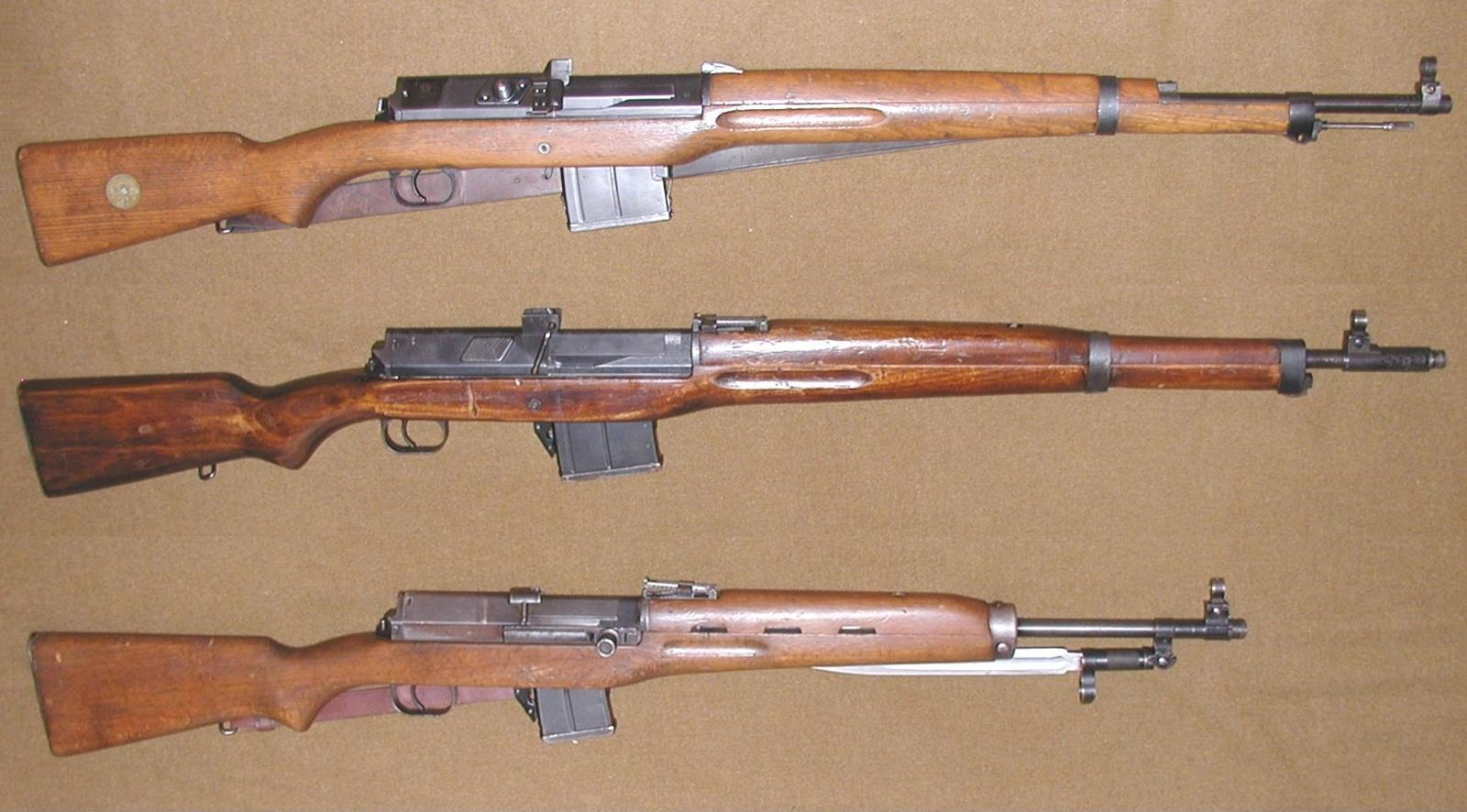
從上到下依次為：瑞典AG-42B Ljungman步槍、埃及哈基姆步槍以及埃及拉希德卡賓槍

Ag m/42（瑞典語：Automatgevär m/42，解作「m/42式步枪」；瑞典以外通常稱為AG42、AG-42或Ljungman）是一款由瑞典輕武器設計師埃里克·埃克隆德（英語：Erik Eklund）在1941年設計，於1942年至1960年代之間獲瑞典陸軍所採用（因此命名為m/42），並由位於瑞典埃斯基爾斯蒂納市（Eskilstuna）的卡爾·古斯塔夫城市步槍兵工廠（目前已經與佛倫內德飛比斯福肯軍械公司合併）生產的半自动步枪，發射6.5×55毫米瑞典口徑步枪子彈。

## 歷史
大約1941年，位於马尔默（Malmö）的C.J.永貝里工房股份有限公司的槍械設計師埃里克·埃克隆德設計出Ag m/42；並在次年（1942年），由位於埃斯基爾斯蒂納市（Eskilstuna）的卡爾·古斯塔夫城市步槍兵工廠（目前已經與佛倫內德飛比斯福肯軍械公司合併）投入生產。卡爾·古斯塔夫兵工廠大約生產了30,000枝步槍，並全數交付給瑞典軍隊使用。這在大量大產的武器而言是一個相對較小的數目，因而令當時瑞典軍隊制式步兵步槍仍然是6.5毫米手動式毛瑟m/96步槍。
二戰期間，挪威“警察部隊”在瑞典接受訓練期間，就是使用獲發配的一批Ag m/42；並當1945年德國投降時，將這批Ag m/42都帶回挪威。這些步槍從來沒有被修改為後期型的Ag m/42B版本。
其後，這些步槍被發現出現了一些問題，包括於當中嚴重的問題是生銹的導氣管；1953年至1956年之間，將現有的步槍庫存都進行了修改，並將重新設計的步槍稱為Ag m/42B。修改包括不銹鋼導氣管、後膛蓋上的兩個旋鈕、準星上一個新型的海拔旋鈕、橡膠製導殼板、新型的彈匣和新型的清潔棒。直到1960年代中期，Ag m/42B被黑克勒-科赫G3的本土工廠特許生產衍生型Ak 4取代，從瑞典軍隊退役。
1950年代早期，Ag m/42B的特許生產許可證出售給埃及，埃及以此生產了哈基姆步槍，發射7.92×57毫米毛瑟口徑步枪子彈。其後瑞典向埃及出售生產機器，因此哈基姆步槍使用與Ag m/42B同一台的機器工具製成。最終，埃及將哈基姆改裝成為發射7.62×39毫米俄羅斯口徑中间型威力步枪子彈的卡賓槍，並且命名為拉希德卡賓槍。

## 設計細節

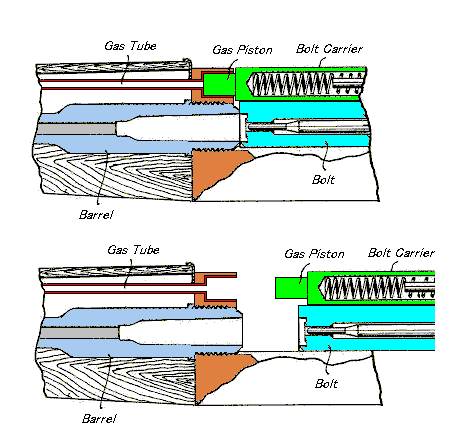
Ag m/42的槍機原理。

Ag m/42的槍機自動操作原理類似於法国MAS-49半自动步枪和美国M16突击步枪的直接導氣氣動式；此外，Ag m/42還採用了很像苏联托卡列夫SVT-38／SVT-40半自动步枪、MAS-49半自动步枪和FN FAL自动步槍的偏移式槍栓閉鎖方式。Ag m/42的彈藥特異性在於它不具有一個可調節的氣導孔或導氣箍以調整步槍各種裝藥特定壓力的槍機操作。
Ag m/42發射6.5×55毫米瑞典口徑步枪子彈，並使用可拆卸的10發容量彈匣裝填該彈藥。然而在實戰中，Ag m/42的彈匣通常保持安裝在步槍以上；而且就像舊式手動和半自動步槍般，使用5發容量彈夾條裝填子彈，並通過頂部將子彈壓入彈匣。而且就像英国李-恩菲爾德手動步槍和蘇聯SVT-40半自动步枪般，Ag m/42的彈匣只在清潔時才會拆卸下來。
從1894年起，瑞典軍隊採用的彈藥為6.5×55毫米m/94實彈M/94圓頭射彈（Skarp patron m/94 Projektil m/94）制式彈藥，採用的是10.11格令（156克）長圓頭m/94（B型彈丸）彈頭。從1941年起，在第二次世界大战期間保持中立的瑞典，採用了m/94實彈m/41狙擊射彈（Skarp patron m/94 Prickskytte m/41）型彈藥，採用的則是9.07格令（140克）長尖頭（Spitzer）m/94（D型彈丸）彈頭。一顆m/41D型彈頭除了具有尖頭，還具有艇尾型彈尾，以進一步減少空氣動力阻力，並且取代了裝填了m/94彈頭的m/94實彈於一般用途上的使用。
Ag m/42的表尺照門還具有兩個彈墜補助（英語：Bullet Drop Compensation，簡稱：BDC）系統的選項，其中一條校準分划是為了尖頭型m/41彈藥，而另一條則是圓頭型m/94彈藥。裝填了其中一種彈藥後，可以在瞄準具螺釘和距離窗口之間看出來。子彈的圖像（尖頭或圓頭彈藥）應該與所使用的彈藥相匹配。藉由使用者的手調節海拔螺絲，表尺可進行100米（109.36碼）的彈著增量調整。m/41尖頭彈藥是從100至700米（109.36至765.53碼），而m/94圓頭彈藥則是100至600米（109.36至656.17碼）。

## 使用國
- 丹麦：由Madsen特許生產。
- 埃及
- 伊拉克
- 挪威
- 瑞典
- 多哥
- 葉門

## 資料來源
1. ↑  .   [2015-07-23]. （原始内容存档于2017-03-08）.
2. ↑  .   [2015-07-23]. （原始内容存档于2015-07-31）.

## 外部連結
- （瑞典文）—Göta Vapenhistoriska Sällskap（页面存档备份，存于） with many pictures
- （英文）—How to field strip the Swedish automatic rifle Ag m/1942 - Ljungman construction（页面存档备份，存于）
- （英文）—The development of the Ljungman semi-automatic rifle Ag m/42（页面存档备份，存于）
- （英文）—Swedish Military Rifles 1894 - 1995（页面存档备份，存于）
- （英文）—Modern Firearms—Ljungman AG-42 / AG-42B self-loading rifle（页面存档备份，存于）
- （英文）—The Firearm Blog.com—
  - Swedish AG42b Field Strip #ThumbCrusher（页面存档备份，存于）
  - TFBTV Doing What We Do: Shooting Compilation（页面存档备份，存于）
  - AG42b Ljungman Run and Gun（页面存档备份，存于）
- （英文）—Rec.guns article
- （英文）—The development of the Ljungman semi-automatic rifle Ag m/42. Text and pictures by O. Janson（页面存档备份，存于）
- （英文）—Design differences between the Ljungmann AG42 and the Hakim（页面存档备份，存于）
- （英文）—Nazarian`s Gun`s Recognition Guide (MANUAL) Ljungmann Ag 42B Manual (.pdf)（页面存档备份，存于）